# Gepiu
Gepiu is een Roemeense gemeente in het district Bihor.
Gepiu telt 1778 inwoners.